# Ириней (Орда)
Епископ Ириней (в миру Харисим Михайлович Орда;  22 августа [3 сентября] 1837, село Самовицы, Полтавская губерния — 10 [23] апреля 1904, Орёл) — епископ Православной российской церкви; с 1902 года — Орловский и Севский. Духовный писатель, магистр богословия (1864).

## Биография
Родился в 1836 году в бедном селе Сомовице Полтавской губернии. Его отец был священником, достигший сана без образования, благодаря доброму поведению и хорошим способностям и навыку к службе церковной из «дьяков», как прежде называли в Малороссии причётников.
Получил образование в Полтавской духовной семинарии и Киевской духовной академии.
26 апреля 1861 года после окончания Киевской духовной академии со степенью кандидата богословия был определён наставником в Екатеринославскую духовную семинарию, где пробыл до 1864 года. В том же году защитил работу на степень магистра богословия и перевёлся в Киевскую семинарию наставником Священного Писания.
25 сентября 1877 года рукоположён в сан иерея и назначен законоучителем в Третью Киевскую гимназию с оставлением преподавателем в духовной семинарии.
С 1880 года — благочинный Киево-Подольских церквей.
4 августа 1883 года пострижен в монашество и был назначен ректором Киевской духовной семинарии с возведением в сан архимандрита.
9 мая 1888 года в Киево-Печерской лавре хиротонисан во епископа Уманского, викария Киевской митрополии.
С 12 июля 1890 года — епископ Чигиринский, викарий Киевской епархии.
С 19 декабря 1892 года — епископ Могилевский и Мстиславский.
С 17 июля 1893 года — епископ Тульский и Белёвский.
Со 2 ноября 1896 года — епископ Подольский и Брацлавский.
С 29 марта 1900 года — епископ Екатеринбургский и Ирбитский.
С 28 марта 1902 года — епископ Орловский и Севский.
Был талантливым проповедником, духовным писателем и лингвистом. Обладал знанием греческого, английского, французского и немецкого языков. Издавал и редактировал журнал «Воскресное чтение», редактировал журнал «Руководство для сельских пастырей».
Скончался 10 апреля 1904 года от паралича сердца; был похоронен у южной стены в Успенском храме на Архиерейском подворье в Орле. В 1920-е годы могилы захороненных в Успенском соборе пяти архиереев были осквернены и разграблены, кости разбросаны, а черепа похищены; сохранилась лишь одна глава преосвященного Иринея.

## Сочинения
- «История Церковной истории».
- «Труды Киев. Д. А.» 1891, № 6, 8, 11.
- «Руководство к последовательному чтению пророческих и учительных книг Ветхого Завета». Поучения Иринея, епископа Екатеринбургского и Ирбитского. Екатеринбург, 1901.
- «Руководственное пособие к пониманию Псалтири» Архивная копия от 6 января 2011 на Wayback Machine М.: «Лествица»; СПб.: Северо-западный Центр православной литературы «Диоптра», 2000. (По изд. 1882 г.)
- Отзыв о поучениях см. "Прибавление к «Церк. Вед.» 1901 г., № 4, с. 1671—1674.
- Отдельные поучения см. "Прибавление к «ЦВ» 1902 г., № 8, с. 263.
- Отдельные поучения см. "Прибавление к «ЦВ» 1902 г., № 22, с. 695.
- Приходы и церкви Екатеринбургской епархии - Екатеринбург: Братство св. праведного Симеона Верхотурского Чудотворца, 1902 — 647с.
- «Руководитель к толковому чтению Библии».
- «Разбор сочинения Ренана» — «Жизнь Иисуса».
- «За веру и против неверия». «Подол. Еп. Вед.» Киев, 1899.
- «Речь при пострижении в монашество инспектора Могилевской духовной семинарии о. Аркадия Константиновича». "Прибавление к «ЦВ» 1893, № 17, с. 680—681.
- О религиозном воспитании детей Архивная копия от 6 января 2011 на Wayback Machine. Калуга, Сардоникс, 2004.

Переводы:
- «Земная жизнь Господа Спасителя» (перевод с немецкого). Киев, 1874—1882 гг. и др.
- «Толковая Псалтирь Загабена» (перевод с греческого).
- «Мученики Колизея» (перевод с английского).
- «Пастырские послания Св. Ап. Павла» (перевод с французского и многие другие).

## Награды
Преосвященный Ириней имел:
- орден Святой Анны I степени;
- орден Святого Владимира II степени;
- звание «Почетного члена Киевской и Казанской духовных академий».